# Psychotria monteverdensis
Psychotria monteverdensis là một loài thực vật có hoa trong họ Thiến thảo. Loài này được Dwyer & C.W.Ham. miêu tả khoa học đầu tiên năm 1988.